# Leptodactylon pungens
Linanthus pungens là một loài thực vật có hoa trong họ Polemoniaceae. Loài này được (Torr.) Nutt. mô tả khoa học đầu tiên năm 1848.

## Hình ảnh

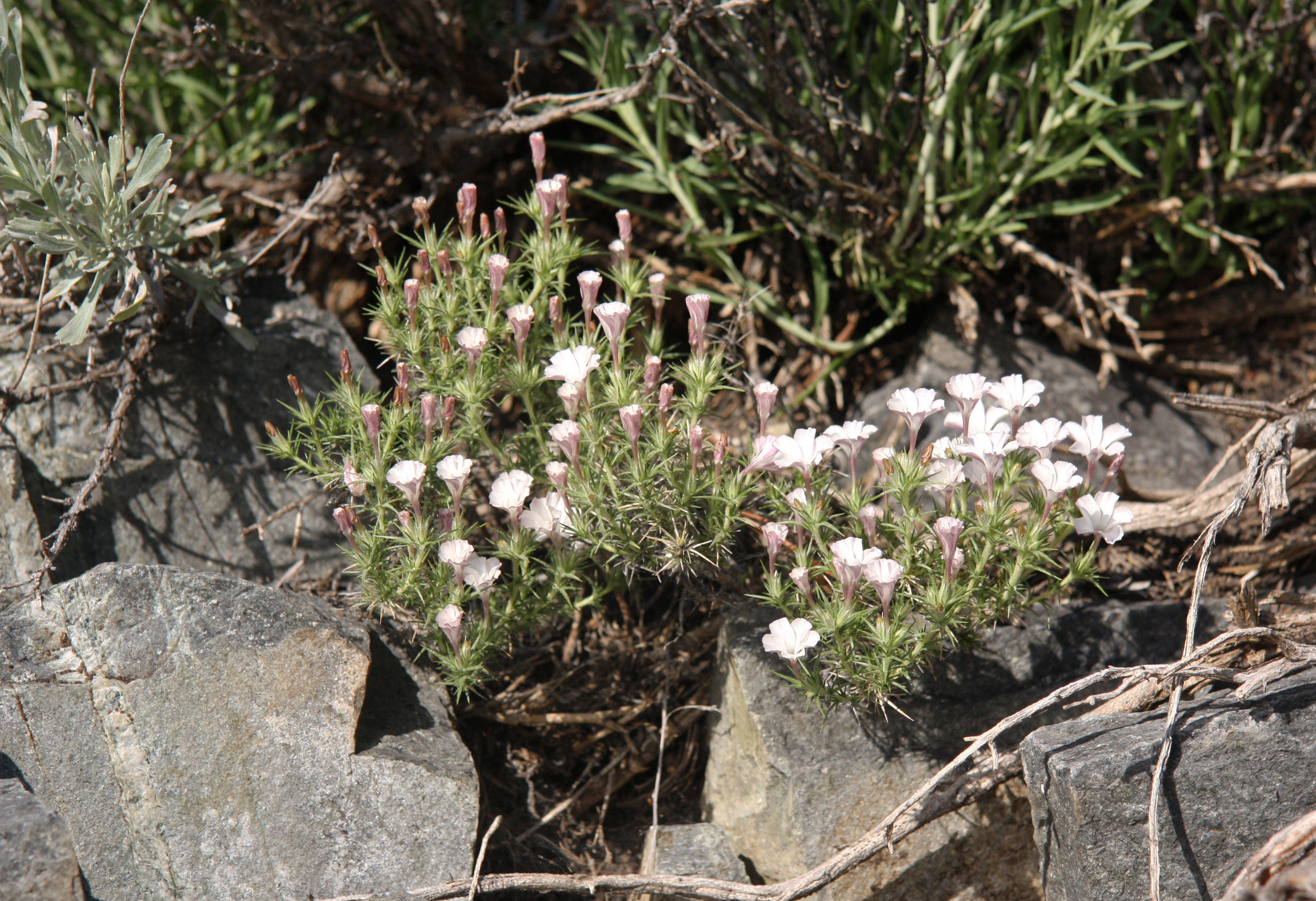
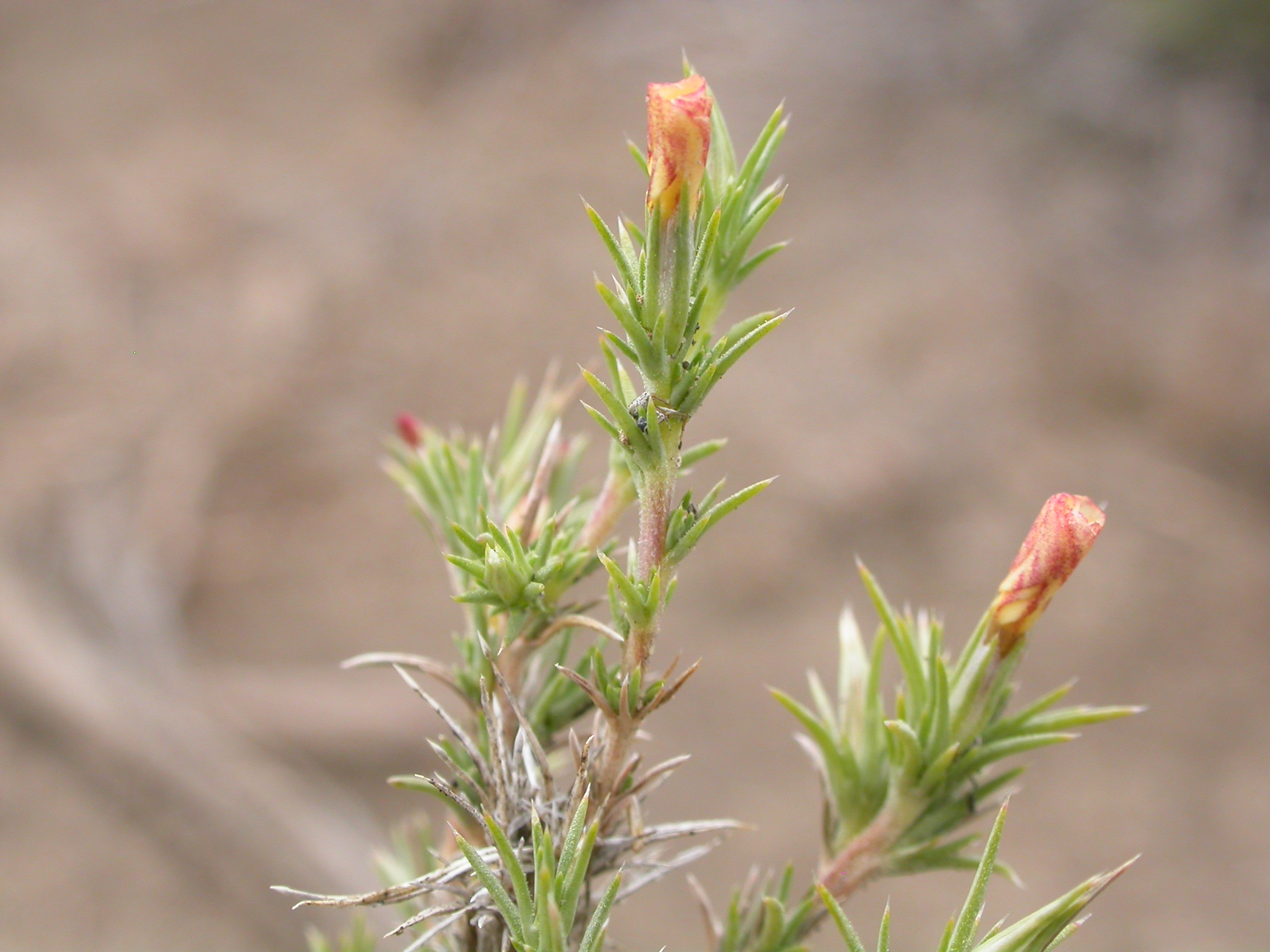
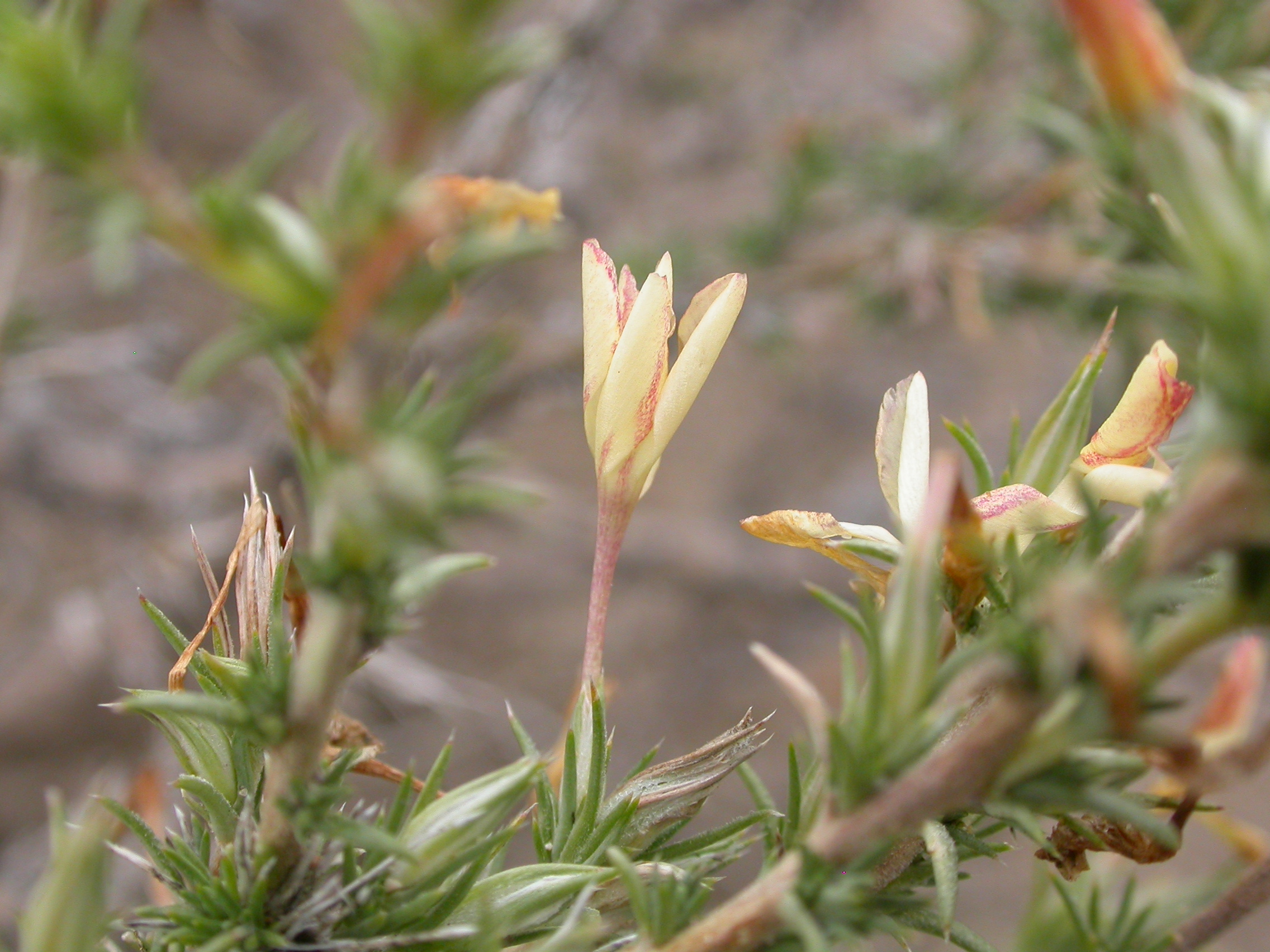
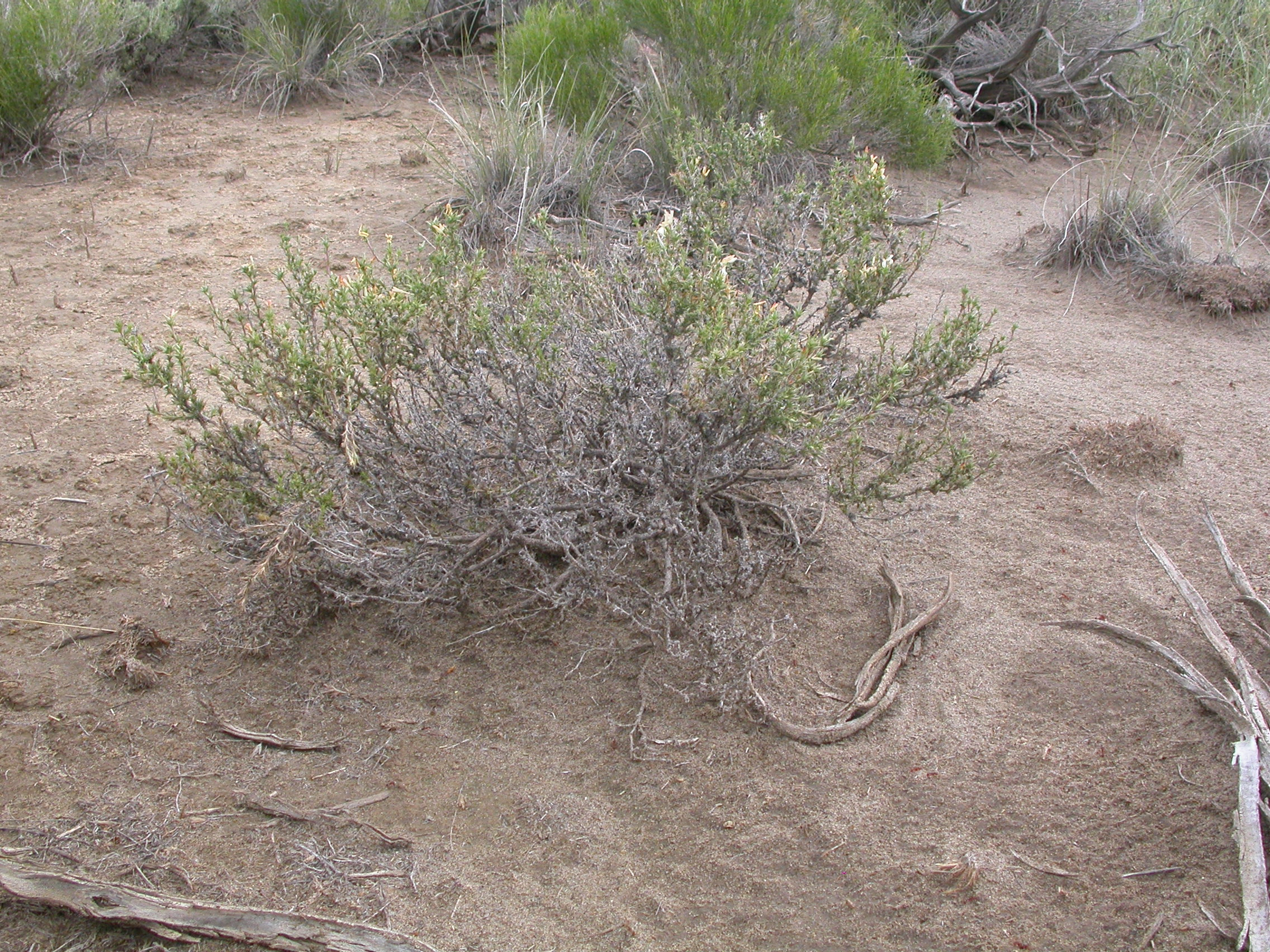